# Ебергард Годт
Ебергард Фрідріх Клеменс Годт (нім. Eberhard Friedrich Clemens Godt; 15 серпня 1900, Любек — 13 вересня 1995) — німецький військово-морський діяч, контр-адмірал крігсмаріне. Кавалер Німецького хреста в золоті.

## Біографія
1 липня 1918 року поступив на службу кадетом в кайзерліхмаріне, до 6 жовтня навчався у військово-морській школі Мюрвіка, після чого служив на борту лінкора SMS Silesia. 30 листопада 1918 року демобілізований.
В 1919 році недовго служив у морській бригаді Ергардта, в березні 1920 року поступив на службу в рейхсмаріне.  Служив на міноносцях G-10 і Т-135. З 26 вересня 1932 року — командир міноносця G-10. З 26 вересня 1934 року — торпедний офіцер і ад'ютант на крейсері «Емден», яким на той час командував Карл Деніц. 1.10.1935 на запрошення останнього перевівся в підводний флот. З 6 квітня 1936 року командував підводним човном U-25, з 24 вересня 1936 року — також підводним човном U-23. 3 січня 1938 року здав командування човнами і був призначений 1-м офіцером Адмірал-штабу в штабі командувача підводним флотом. Один з найближчих соратників Деніца, брав активну участь у створенні підводного флоту Німеччини.
З 1 жовтня 1939 року — начальник Оперативного відділу штабу командувача підводним флотом, з 1 березня 1943 року — начальник 2-го відділу Управління підводного флоту ОКМ. Після того, як Деніц зайняв пост головнокомандувача ВМС, Годт фактично прийняв на себе все тактичне керівництво підводним флотом Німеччини.
31 травня 1945 року взятий в полон. Виступав свідком на Нюрнберзькому процесі. 11 квітня 1947 звільнений. У 1949/52 роках працював у військово-морській історичній комісії в Бремергафені, брав участь у складанні історії операцій ВМФ Німеччини під час Другої світової війни. Намагався поступити на службу в бундесмаріне, але відкликав заяву після неофіційного повідомлення, що в нього немає шансів через близьку дружбу з Деніцем (Годт дружив з ним до самої смерті грос-адмірала).

## Звання
- Морський кадет (1 липня 1918)
- Фенріх-цур-зее (1 квітня 1922)
- Обер-фенріх-цур-зее (1 жовтня 1923)
- Лейтенант-цур-зее (1 квітня 1924)
- Обер-лейтенант-цур-зее (1 січня 1926)
- Капітан-лейтенант (1 липня 1933)
- Корветтен-капітан (1 квітня 1937)
- Фрегаттен-капітан (1 липня 1940)
- Капітан-цур-зее (1 вересня 1942)
- Контр-адмірал (1 березня 1943)

## Нагороди
- Залізний хрест 2-го класу (15 липня 1919)
- Балтійський хрест
- Ганзейський Хрест (Любек; 2 березня 1921)
- Почесний хрест ветерана війни з мечами
- Медаль «За вислугу років у Вермахті»
  - 4-го і 3-го класу (12 років; 2 жовтня 1936) — отримав 2 нагороди одночасно.
  - 2-го класу (18 років; 4 березня 1937)
- Орден морських заслуг (Іспанія) 2-го класу, білий дивізіон (21 серпня 1939) — вручений 19 січня 1940 року.
- Застібка до Залізного хреста 2-го класу (18 жовтня 1939)
- Медаль «У пам'ять 1 жовтня 1938 року» (20 грудня 1939)
- Залізний хрест 1-го класу (2 квітня 1940)
- Савойський військовий орден, лицарський хрест (Королівство Італія; 7 листопада 1941)
- Німецький хрест в золоті (10 лютого 1942)